# ممقان(خدابنده)
الگو:جعبه اطلاعات سکونتگاه
ممقان یکی از روستاهای استان زنجان در ایران است. این روستا در دهستان آق‌بلاغ، بخش سجاس‌رود، شهرستان خدابنده واقع شده‌است.

## جغرافیا
روستای ممقان در منطقه‌ای تپه‌ای و نسبتاً کوهستانی قرار دارد. راه دسترسی به این روستا از طریق جادهٔ آسفالت برقرار است.

## جمعیت
ساکنان این روستا اغلب به‌صورت فصلی در آن سکونت دارند. در برخی ماه‌های سال (به‌ویژه تابستان)، جمعیت ساکن افزایش می‌یابد و در سایر فصول روستا نسبتاً خلوت است. اطلاعات دقیق جمعیت در سرشماری‌های رسمی کشور ثبت شده‌است.

## خدمات زیرساختی
روستای ممقان دارای برق، آب لوله‌کشی و جاده آسفالته است.

## خانواده‌ها
نام خانوادگی اکثر اهالی روستا «افشاری منفرد» و «افشار» است که از خانواده‌های شناخته‌شده و قدیمی منطقه به‌شمار می‌آیند.

## اقتصاد
اقتصاد محلی عمدتاً بر پایهٔ کشاورزی، دامداری و فعالیت‌های وابسته به طبیعت است.